# خرطومچه‌داران
خرطومچه‌داران (نام علمی: Rhynchonellata) نام یک رده از زیرشاخه خرطومچه‌ریختان است.